# Mezőzáh község
Mezőzáh község (románul: Comuna Zau de Câmpie) község Maros megyében, Romániában. Központja Mezőzáh, beosztott falvai Boriskadűlő, Botadűlő, Bozsortanya, Bábod, Mezőszakál, Mezőszélen, Szengyelisuvadás, Ștefăneaca.

## Népessége
A 2011-es népszámlálás adatai alapján a község népessége 3236 fő volt.